# Körtingsbergs herrgård
Körtingsbergs herrgård är en herrgård i Viby socken (Vretstorp) i Närke och ligger norr och väster om Vibysjön. 1921 omfattade herrgården 6 mantal med en areal av 751 hektar varav 292 hektar åkermark. 

## Historik
Av den stora byn Körtinge som bestod av sex gårdar bildades Körtingsberg som kom att bli Viby sockens största herrgård. Namnet Körtinge omnämns första gången i Svenskt Diplomatarium 1385, och när byns gårdar lades samman till ett säteri 1721 fick det namnet Körtingsberg. Under medeltiden pantsatte Knut Karlsson af Tärna egendomen Körtinge till Vadstena kloster men hans son Karl Knutsson återlöste egendomen 1446 för att 1458 sälja vidare till Gustaf Olsson Stenblock. Under 1600-talet bestod byn av sju gårdar, och egendomarna bytte ägare vid ett flertal tillfällen, gårdarna tillhörde bland annat Axel Sparre som ägde två av gårdarna, Bengt Skytte, en gård och Ebba Brahe var ägare tre gårdar. Landshövdingen Carl Falkenberg på Trystorp köpte Brahes gårdar av hennes son Magnus Gabriel de la Gardie 1684 och några år senare lyckades han köpa resterande egendomar i Körtinge by. När Falkenberg avled 1697 övertogs driften av gårdarna av hans änka Ebba Jacquette Pedersdotter Sparre. Gårdarna övertogs senare av Falkenbergs dotter Ebba Magdalena som förde dem med sig in i boet vid äktenskapet med Gustaf Gadde. Familjen Gadde fick som en av de sista i Sverige omvandla egendomen till ett säteri 1721 och samtidigt uppfördes den nuvarande huvudbyggnaden. Egendomen kom att förbli i släkten Gaddes ägo under hela 1700-talet. När säteriet bildades fanns det ett tiotal torp som hörde till ägorna. Enligt husförhörslängden 1747 var antalet torp 12 för att under 1700-talets andra hälft och 1800-talets första hälft öka till ett trettiotal inklusive tre soldattorp. 1911 redovisade general Lilliehöök 27 torp och vid den tidpunkten inleds i minskning av antalet torp, flera såldes medan några hyrdes ut till sommargäster.

## Några ägare från förr

### Carl Ulrik Gadde

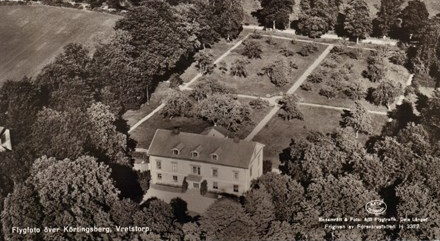
Flygfoto över Körtingsberg

Sonen Carl Gustaf Gadde drev egendomen 1741-1796 innan han sålde den vidare till sin son Carl Ulrik Gadde (1759-1829) för 25 000 riksdaler riksgäld. Karl Ulrik Gadde, som tidigt råkade ut för ekonomiska problem på grund av att han endast hade en oavlönad tjänst som extra kanslist vid Justitierevisionen, såg sig nödsakad att reducera personalstyrkan vid herrgården. Bokhållaren Carl Adolf Muhr försvann 1797 och därefter kusk och stalldräng. Eftersom ekonomin blev sämre tvingades han till slut sälja egendomen på exekutiv auktion 5 maj 1810. Under 1811 utgav Gadde boken Species facti emellan herr commerce-rådet...Carl Gustaf Broms i Örebro där han anklagade Carl Gustaf Broms för partiskhet vid den exekutiva auktionen av frälsesäteriet Körtingsberg 1810. Gadde, som var mer eller mindre utblottad, bodde först i Skarboda men förde därefter ett kringflackande liv med sin betjänt. Han avled i Kungsör 1829 och slöt därmed sin ätt. Hans gamla mor, Ulrika Hård af Segerstad, flyttade till sin avlägsne släkting Gustav Wachtmeister på Bålby där hon tillsammans med sin sällskapsdam fick disponera några rum i en flygel. Släktens dåliga ekonomi i början av 1800-talet resulterade i att Viby kyrkoråd efter anmodan till Gadde om att det Gaddeska gravhuset som uppfördes på 1630-talet behövde underhåll som inte utfördes av Gadde, rådet beslöt därför 1831 att riva byggnaden.

### von Hofsten
Kommerserådet Carl Gustaf Broms ropade in egendomen för 34 600 riksdaler riksgäld vid auktionen 1810. För honom var det bara en affärstransaktion; han flyttade aldrig dit och sålde det efter något år det vidare till brukspatronen Bengt von Hofsten vars son Erland bodde där som ungkarl fram till 1822. Det är under Erlands driftstid som arbetskraften statare kommer i bruk vid jordbruket. Därefter flyttade von Hofstens andra son Adolf Ludvig in på herrgården efter att han erhållit avsked från armén 1824. Adolf var en driftig person och reformerade jordbruket så att herrgården blommade upp. Med ny syn på hur ett jordbruk skulle drivas valdes han 1833 till ordförande för det nybildade Hushållningssällskapet. Under Adolf von Hofstens ledning byggdes bland annat ny ladugård med plats för 52 kreatur, och under hans driftstid fördubblades egendomens avkastning.

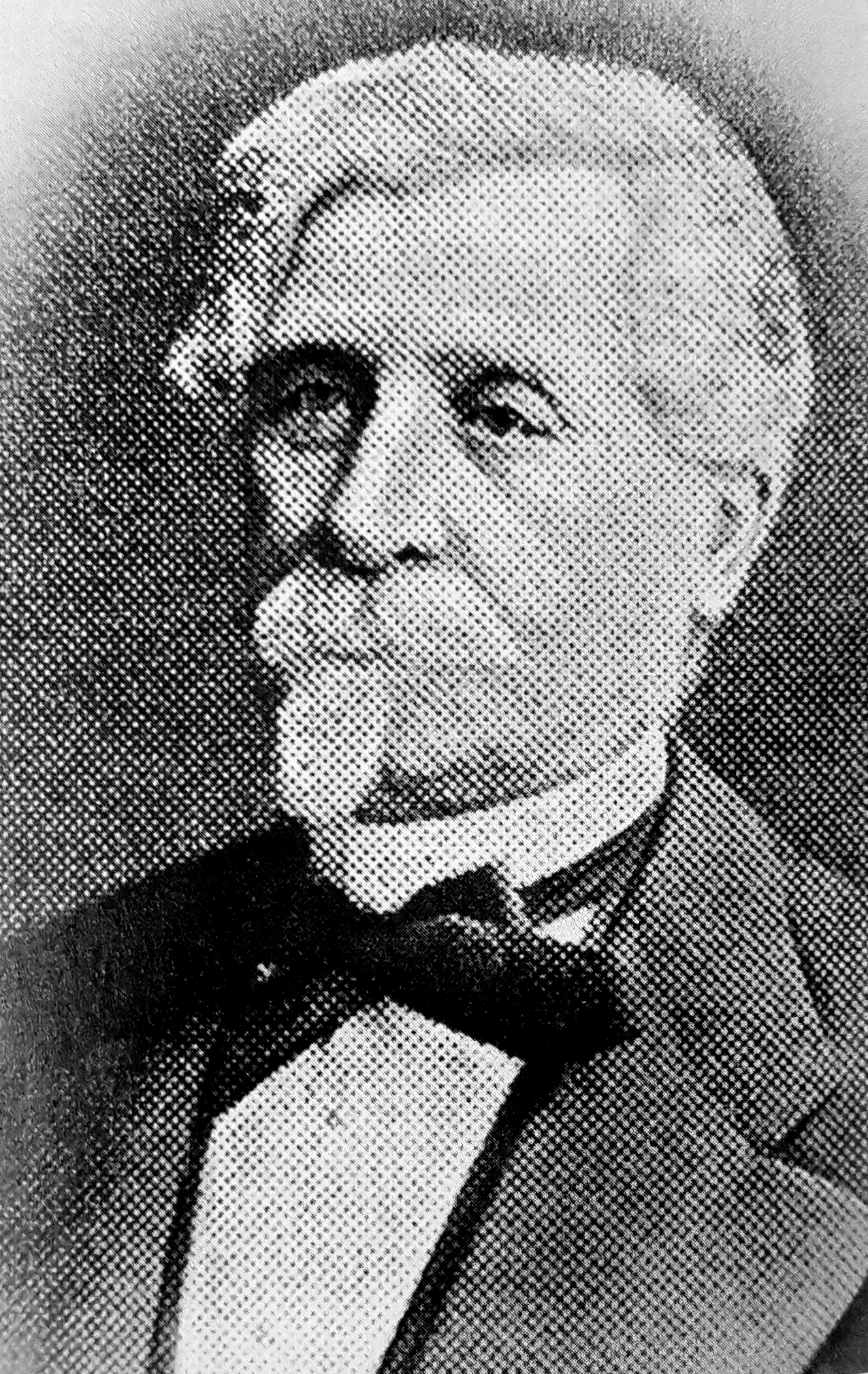
Carl-Axel Staf

Trots detta valde han att sälja egendomen 1836 till kaptenen Carl-Axel Staf. Även Staf var en skicklig jordbrukare och odlade upp ny jord genom att flåhacka betesmarker och täckdika vattensjuka områden. Han införde en sjuårig växtföljd för grödorna och anmodade sina torpare att plantera fruktträd på alla gårdar och torp som låg under Körtingsberg. Han förbättrade och rustade upp alla egendomens byggnader och huvudbyggnaden ökades på med en våning 1853-1854.

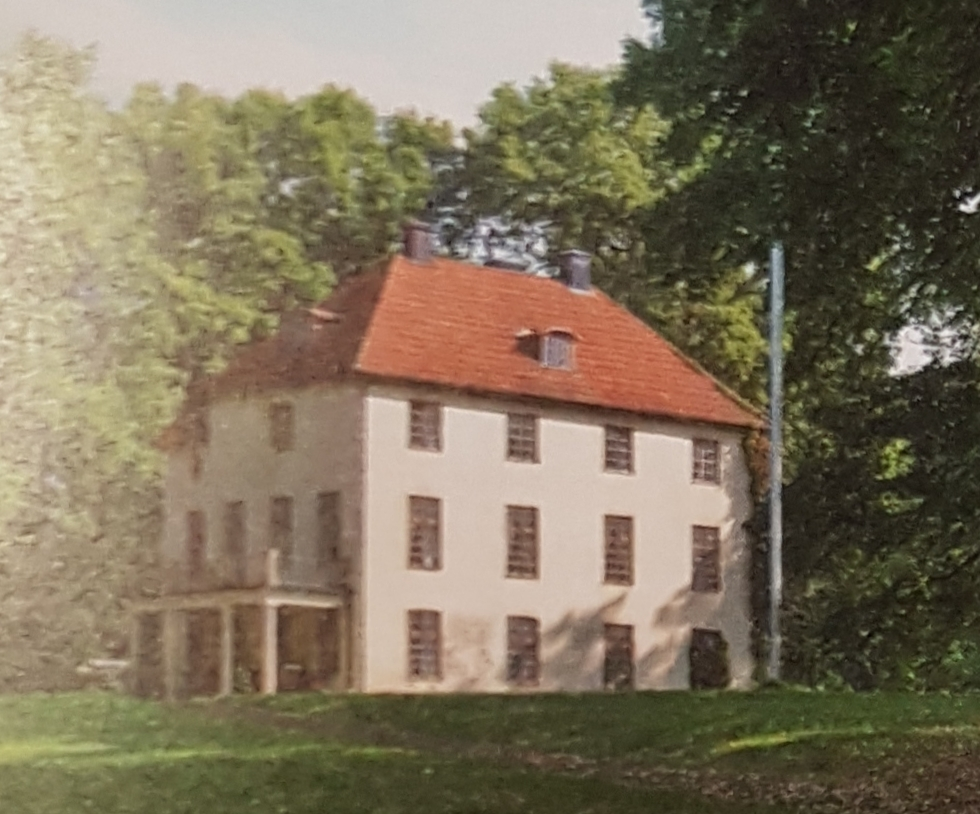
Geråsen herrgårds huvudbyggnad

Under åren köpte Staf upp flera mindre gårdar i Viby socken och slog samman dem till herrgården Geråsen som han lät uppföra nordöst om Vibysjön. Efter att han flyttade till Geråsen 1854 sålde han Körtingsberg till löjtnanten Emanuel af Geijerstam från Kil i Närke för 160 000 riksdaler riksgäld. Kort efter övertagandet gifte sig Geijerstam med Maria Holst, som var dotter till godsägaren Carl Ludvig Holst i Trystorp. Förutom gården Körtingsberg drev Geijerstam även ett sågverk i Sjöstorp. Paret drev egendomen under tio år och i samband med att han flyttade till Almby sålde han den vidare till general Johan Lilliehöök 1868.

### Lilliehöök

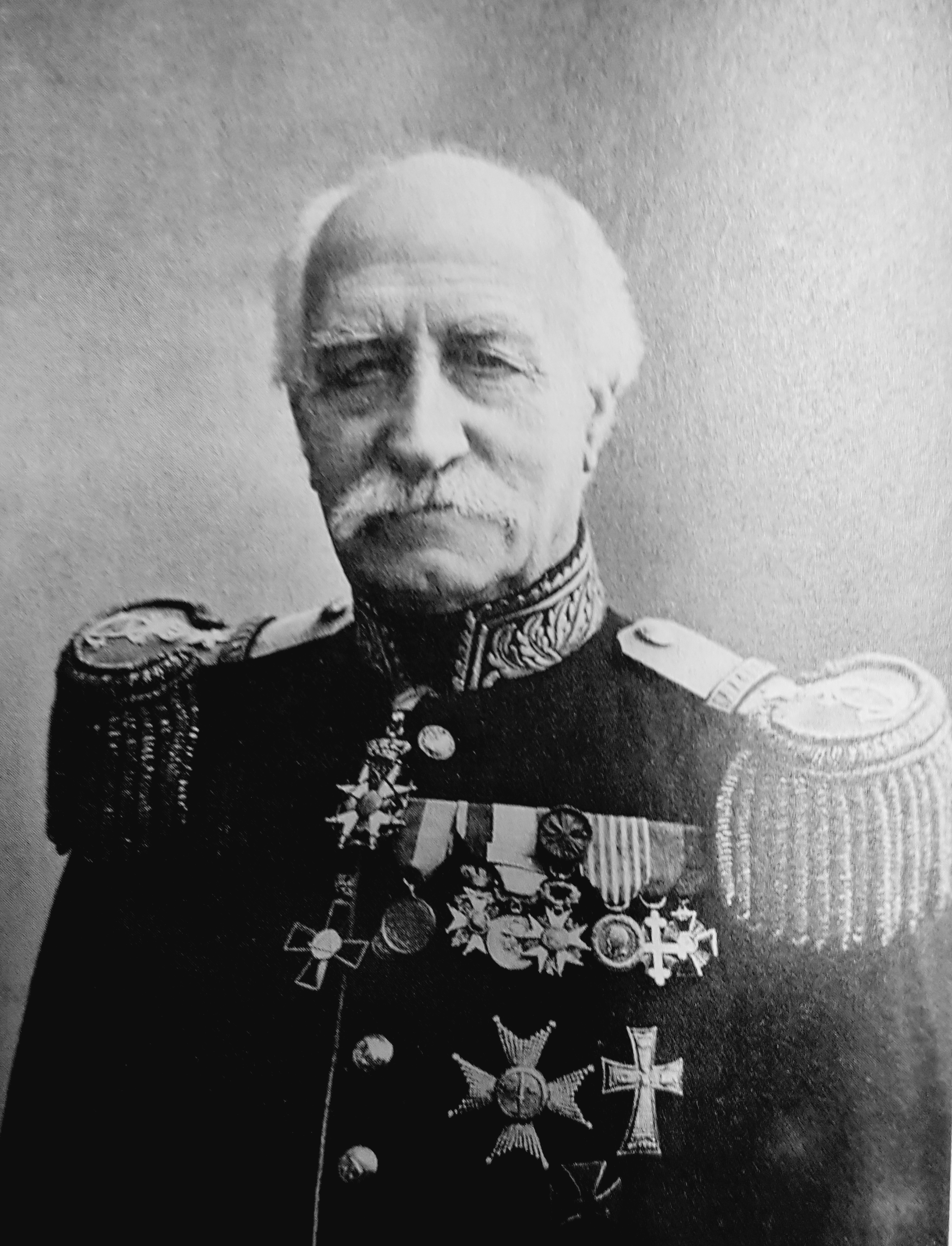
Johan Lilliehöök 1834-1918

Lilliehöök blev den sista i raden av militärer som använde herrgården som bostad. Han kom att bo på egendomen i över 50 år och satte under sin tid en stark prägel på bygden. Han och hans fru Gerda Wiiks samt två barn flyttade till herrgården från Stockholm i rask takt föds ytterligare några barn men en månad efter dottern Annas födelse 1881 avled Gerda. Lilliehöök gifte om sig med läkardottern Elin Caspersson 10 år senare och fick i sitt nya äktenskap ytterligare fyra barn. Lilliehöök drev herrgården i en mindre omfattning än de tidigare ägarna till tjänstestaben hörde en hushållsmamsell, fyra pigor och en lärare för barnen. På gården fanns en kusk, trädgårdsmästare och en mejerina.

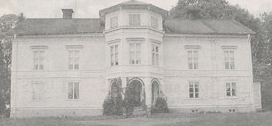
Körtingsberg tidigt 1900-tal

Jordbruket sköttes av en inspektor och en förvaltare samt en rättare. Huvudparten av arbetsstyrkan bestod av ett tjugotal dagsverkstorpare och några statarfamiljer. Rättare var från 1885 August Sätterqvist från Götlunda och i hans arbetsuppgift ingick att vara arbetsledare för jordbruket. Inspektorerna växlade ofta och när den siste inspektorn lämnade sin tjänst 1893 blev Sätterqvist förvaltare, inspektor och rättare i en och samma person. Under åren 1885-1889 var lantbruket utarrenderat till Frans Bæckström. Sätterqvist kom senare att bli arrendator av halva egendomen mot att han lämnade 58 800 liter mjölk till Lilliehööks verksamhet. Samtidigt som Lilliehöök utförde sitt arbete på regementet drev han gården effektivt han uppförde ett mejeri, en väderkvarn och en vattendriven såg. Efter att västra stambanan anlades 1862 insåg han möjligheten att avsätta sina produkter på längre avstånd och ett spannmålsmagasin byggdes vid järnvägsstationen i Vredstorp. Dessutom såldes det stora mängder frukt och grönsaker från herrgårdens trädgård. Lilliehöök nådde en hög ålder och när han blev 80 år flyttade han och hans fru först till Örebro och senare till Stockholm där han avled 1918.

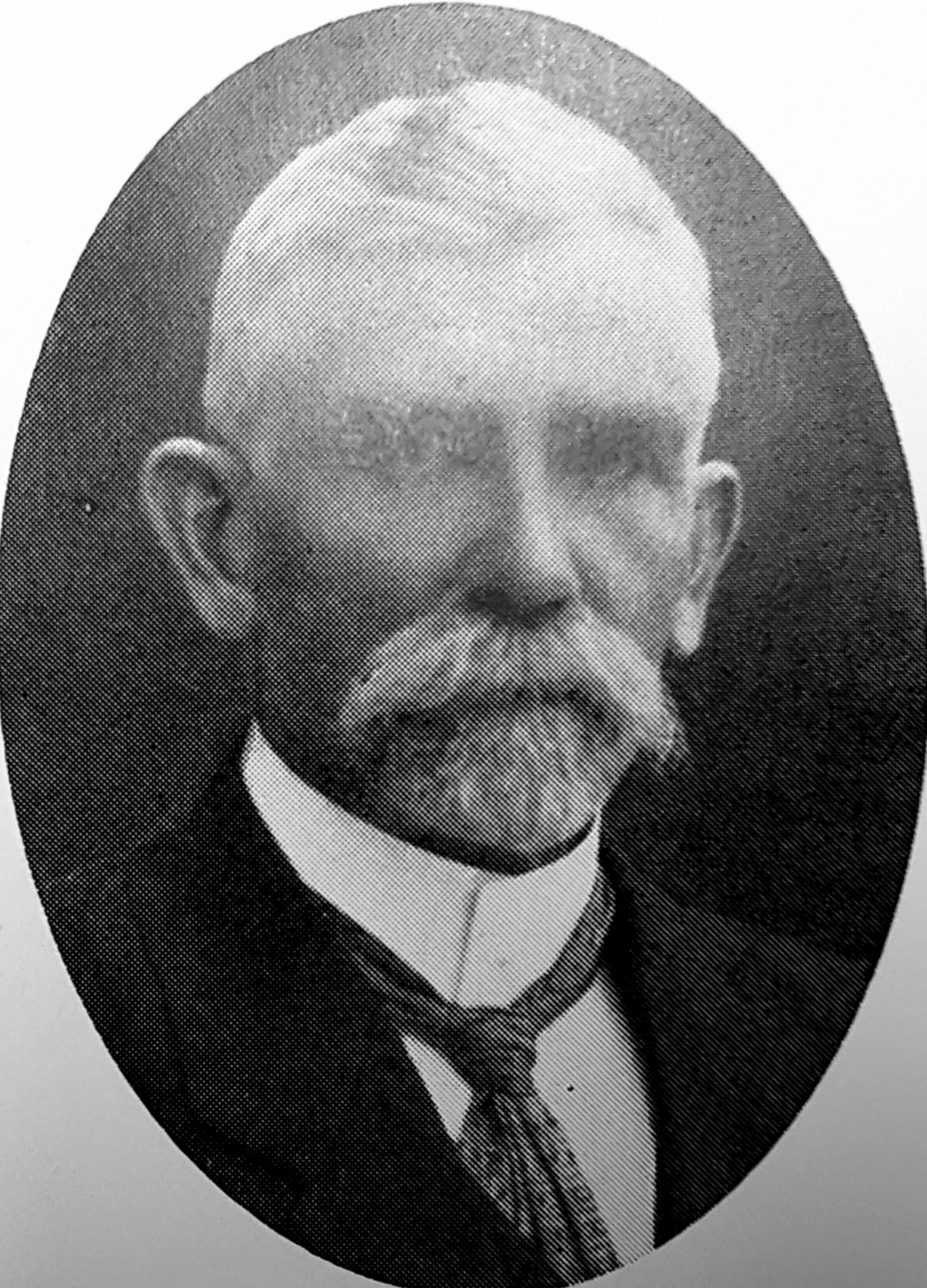
August Sätterqvist

Han sålde Körtingsberg 1915 till grosshandlaren P.J Karlsson som kort därefter sålde egendomen vidare till förvaltaren August Sätterqvist som drev gården vidare fram till sin död 1933 varefter hans dödsbo drev det fram till 1935.

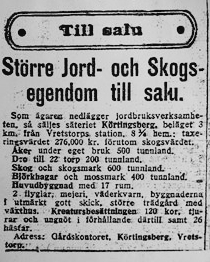
Körtingsberg försäljningen 1934-1935

Egendomen delades då upp i två enheter där den östra delen med det gamla Corps-de-logi och 108 hektar åker samt 187 hektar skog köptes av godsägare Evert Mårstad som via arv övergick till sonen Peder Mårstad. Den västra delen med 113 hektar åker och 187 hektar skog övertogs av bröderna Ivan och Filip Sätterqvist. En äldre arbetsbostadslänga byggdes om till bostäder till de två familjerna Sätterqvist. Denna del av Körtingsberg återtog det tidigare namnet Körtinge.